# 홍변호사
《홍변호사》는 MBC에서 1980년 3월 6일부터 1980년 10월 7일까지 방영된 법정드라마이다.

## 등장 인물
- 박근형 - 홍변호사 역
- 고두심 - 비서 역
- 남영진 - 사무장 역
- 나영희 - 미스 김 역